# Napeogenes thira
Napeogenes thira är en fjärilsart som beskrevs av William Chapman Hewitson 1874. Napeogenes thira ingår i släktet Napeogenes och familjen praktfjärilar. Inga underarter finns listade i Catalogue of Life.